# Pericard
Pericardul este un sac fibro-seros care învelește inima. El este format la exterior din pericardul fibros, iar la interior de pericardul seros.
În mod normal în sacul pericardic se află o cantitate de lichid de 15-40 ml. Acest lichid are rolul de a facilita alunecarea celor două foițe ale sacului pericardic, în timpul mișcărilor inimii - sistolă și diastolă.